# Kamtuffmossa
Kamtuffmossa (Palustriella commutata) är en bladmossart som beskrevs av Ryszard Ochyra 1989. Enligt Catalogue of Life ingår Kamtuffmossa i släktet tuffmossor och familjen Amblystegiaceae, men enligt Dyntaxa är tillhörigheten istället släktet tuffmossor och familjen Amblystegiaceae. Enligt den finländska rödlistan är arten sårbar i Finland. Arten är reproducerande i Sverige. Artens livsmiljö är källmiljöer. Inga underarter finns listade i Catalogue of Life.
Arten kallas också Grov källklomossa.